# جامعة ولاية إنديانا
جامعة ولاية إنديانا (بالإنجليزية: Indiana State University)‏ هي جامعة، ومؤسسة تعليمية عامة في الولايات المتحدة، تأسست في 1864، في الولايات المتحدة، وهي عضوة في MetaArchive Cooperative ‏.